# 2006年全國體育大會橋牌比賽
全國第三屆體育大會橋牌項目由5月21日至5月28日於蘇州太倉市體育館舉行，設男子個人、女子個人、男子雙人、女子雙人、混合雙人、男子團體與女子團體，合共7個小項。

## 獎牌分佈情況

### 男子

#### 男子個人
| 獎牌 | 運動員           | 分數   |
| 金牌 | 劉洪文（黑龍江） | 192.24 |
| 銀牌 | 汪健平（江西）   | 190.67 |
| 銅牌 | 李亞夫（深圳）   | 186.50 |

#### 男子雙人
| 獎牌 | 隊伍 | 分數                 |
| 金牌 | 江蘇 | 14.5平均得分率57.039 |
| 銀牌 | 浙江 | 13.5平均得分率56.580 |
| 銅牌 | 上海 | 13平均得分率58.298   |

#### 男子團體
5月28日舉行的男子團體決賽以及銅牌賽中，北京以123:79擊敗湖北，贏得金牌，而中建體協則以27分的領先取得銅牌。
| 獎牌 | 隊伍     |
| 金牌 | 北京     |
| 銀牌 | 湖北     |
| 銅牌 | 中建體協 |

### 女子

#### 女子個人
| 獎牌 | 運動員         | 分數   |
| 金牌 | 陸雅嬪（陝西） | 138.50 |
| 銀牌 | 張永芬（重慶） | 132.47 |
| 銅牌 | 柴俊陽（海南） | 129.31 |

#### 女子雙人
| 獎牌 | 隊伍   | 分數               |
| 金牌 | 火車頭 | 12得分平均率53.616 |
| 銀牌 | 北京   | 11得分平均率55.149 |
| 銅牌 | 廣東   | 11得分平均率53.068 |

#### 女子團體
北京隊在決賽中以159:104，戰勝火車頭，奪得金牌，上海隊大勝廣東71分，摘下一面銅牌。
| 獎牌 | 隊伍   |
| 金牌 | 北京   |
| 銀牌 | 火車頭 |
| 銅牌 | 上海   |

### 混合雙人
| 獎牌 | 隊伍       | 分數   |
| 金牌 | 火車頭     | 307.37 |
| 銀牌 | 廣西       | 287.74 |
| 銅牌 | 深圳／煤礦 | 284.54 |